# Kostel svatého Bartoloměje (Koněšín)
Kostel svatého Bartoloměje je farní kostel římskokatolické farnosti Koněšín. Kostel se nachází v Koněšíně v centru obce na kopci. Kostel je jednolodní s klenutou stavbou a byl postaven na místě dřívějšího kostela. Okolo kostela se nachází hřbitov. Součástí kostela je hlavní oltář svatého Bartoloměje od Antonína Šrámka, na stranách kostela jsou další dva oltáře, zasvěcené Nanebevzetí Panny Marie a svatému Janu Nepomuckému. Kostel je chráněn jako kulturní památka České republiky.

## Historie
Farnost příslušící ke koněšínskému kostelu je zmiňována již ve 14. století, kdy patřila do Tasovského děkanství. V roce 1380 byl zmíněn Pertholdus plebanus v Koněšíně a v roce 1400 získal Zikmund z kostela sv. Máří Magdaleny v Brně z majetku koněšínského kostela půl kopy za válečné ztráty. V 15. století přešla farnost do vlastnictví nekatolíků a v roce 1464 je zmíněn Václav, farář místního kostela. V roce 1662 byl kostel ještě původní, velmi starý a v nevyhovujícím stavu. Současný kostel byl postaven mezi lety 1663 a 1679, snad na místě původního kostela či v tu dobu proběhla přestavba kostela. Ke kostelu byla v roce 1729 přistavěna hranolová věž a někdy kolem roku 1900 byl kostel rekonstruován, vymalován a byl také opraven interiér kostela a vnitřní vybavení.
Ve věži kostela jsou tři zvony, nejstarší z roku 1551, další z neznámé doby a třetí, tzv. umíráček je z roku 1771.